# Montbriac
Montbriac est une marque commerciale française désignant un fromage industriel de lait pasteurisé de vache appartenant à la société Les Fromagers Associés filiale de commercialisation du groupe Bongrain. C'est un fromage à pâte persillée fabriqué par la Compagnie Fromagère de la Vallée de l'Ance (CFVA) à Beauzac dans le département de la Haute-Loire en France.

## Description
C'est un fromage à base de lait de vache pasteurisé, à pâte molle persillée ; sa croûte est grise, cendrée et sa pâte de couleur ivoire. Il contient 30 % de matière grasse. Ce fromage de forme arrondie est épais de 4 cm environ pour un poids de 500 g par fromage. 

## Saisons de commercialisation
Il est commercialisé toute l'année car fabriqué avec des laits provenant de troupeaux de vaches désaisonnées de la Haute-Loire, du Puy-de-Dôme et de la Loire.